# Парламентские выборы в Албании (1921)
Парламентские выборы в Албании 1921 года прошли 21 апреля и стали первыми выборами в истории страны.

## Предыстория
После того как в январе 1920 года албанский Национальный конгресс провозгласил независимость страны, был сформирован Национальный совет из 37 членов. 24 ноября 1920 года 18 членов Совета подали в отставку и призвали к выборам в новый парламент. Впоследствии правительство одобрило решение о проведении выборов.

## Избирательная система
Выборы были непрямыми, двухэтапными. В первом туре голосовали мужчины в возрасте старше 20 лет, которые выбирали по системе относительного большинства одного выборщика на каждые 500 зарегистрированных избирателей. Четыре недели спустя выборщики собрались в главном городе каждого округа, чтобы избрать 78 членов Национального собрания (алб. Këshilli Kombëtar).

## Результаты
Примерно одинаковое количество мест получили консервативная Прогрессивная партия во главе с Шефкетом Верладжи и либеральная Народная партия, которую возглавляли Фан Ноли и Луидь Гуракучи.

## Последствия
После выборов в новоизбранном парламенте образовался ряд нестабильных фракций, что привело к нескольким правительственным кризисам. Новое правительство было сформировано действующим премьер-министром Илиазом Вриони в июне, но он оставался на своём посту только до октября, когда его сменил Пандели Эвангьели, продержавшийся менее двух месяцев. Преемник Эванджели Хасан Приштина находился у власти всего пять дней, после чего пост исполняющего обязанности премьер-министра на 12 дней занял Идомене Костури, которого сменил Джафер Ипи. В декабре 1922 года Ахмет Зогу смог сформировать стабильное правительство.